# أندريه جوزيف لوفيفر
أندريه جوزيف لوفيفر (بالفرنسية: André Lefèvre) هو سياسي فرنسي، ولد في 17 يونيو 1869 في الدائرة العاشرة في باريس في فرنسا، وتوفي في 5 نوفمبر 1929 في باريس في فرنسا. حزبياً، نشط في التحالف الجمهوري الديمقراطي. وقد انتخب وزير الحرب وانتخب عضو المجلس العام ‏ وانتخب نائب فرنسي.